# Guy d'Artois
Pour les articles homonymes, voir Artois (homonymie).
 (janvier 2015).
 (juillet 2023).
Guy d'Artois (Richmond (Québec), 9 avril 1917 - Sainte-Anne-de-Bellevue, 15 mars 1999) est un officier de l’armée canadienne et, pendant la Seconde Guerre mondiale, un agent du Special Operations Executive (SOE) qui l'envoya en France mener des actions de résistance armée.

## Identités
- État civil : Lionel Guy d'Artois
- Comme agent du SOE :
  - Nom de guerre (field name) : « Dieudonné »
  - Nom de code opérationnel : DECORATOR (en français DÉCORATEUR)
  - Pour les résistants du maquis : Michel le Canadien

Parcours militaire :
- First Special Service Force (Devil's Brigade)
- SOE : captain
- Après la guerre : promu major, nommé officier de commandement de la compagnie canadienne Special Air Service (SAS)

## Famille
Peu avant de partir en mission en France, Guy d'Artois épouse l'agent SOE Sonya Butt, rencontrée à l'entraînement. Ils auront 6 enfants : trois garçons (Robert, Michel et Guy) et trois filles (Nadya, Christina et Lorraine).

## Biographie

### Jeunesse
1917. Lionel Guy d'Artois naît le 9 avril à Richmond, Québec.
Il étudie à l’Université de Montréal.

### Seconde Guerre mondiale
Il rejoint la First Special Service Force (Devil's Brigade).
1943. Il est volontaire pour rejoindre le SOE, section F (française).
1944.
Mission
Définition de la mission : instructeur en armement et explosifs au sein du réseau DITCHER d'Albert Browne-Bartroli, qui coordonne des unités des Forces françaises de l'intérieur, les arme et entreprend des opérations avec elles.
- Mai. Le 23[1], deux semaines avant le débarquement en Normandie, Guy d'Artois est parachuté en Saône-et-Loire, avec l'opérateur radio américain Joseph Litalien « Jacquot ».
- Il prend en charge et assure l'instruction de 600 hommes près de Chalon-sur-Saône, dont le chef précédent, Jean-Louis Delorme, a été blessé. Peu après son arrivée, il couvre l'entraînement de trois bataillons : à Charolles, 890 hommes (sous le commandement de Maurice Stasse (nom de guerre, Claude Deprez)) ; à Montceau-les-Mines, 950 hommes (Benoit) ; et à Chauffailles, 550 hommes (Thomas). Il prépare la réception d'équipes Jedburgh.
- Août. Dans la nuit du 14/15, arrivée des équipes Jedburgh ANTHONY et ALAN.
- Octobre. Le 5, il retourne en Angleterre.

### Après la guerre
Il sert en Corée dans le Royal 22e Régiment « Van Doos ».
1947. Il accomplit une mission de sauvetage d'un missionnaire grièvement blessé dans un district éloigné du grand nord, ce qui prend sept semaines et lui vaut d'être décoré de la George Medal.
1999. Il meurt le 15 mars dans Hôpital Sainte-Anne (en), un hôpital pour anciens combattants.

## Reconnaissance
- Royaume-Uni : DSO ; George Medal pour son action en 1947.
- France : Croix de Guerre (CG) avec palme.

## Sources
- Michael Richard Daniell Foot et Jean-Louis Crémieux-Brilhac (commentaires) (trad. de l'anglais par Rachel Bouyssou), Des Anglais dans la Résistance : le service secret britannique d'action (SOE) en France, 1940-1944, Paris, Tallandier, coll. « CONTEMPO », 2008, 799 p. (ISBN 978-2-84734-329-8). Traduction en français de : (en) SOE in France. An account of the Work of the British Special Operations Executive in France, 1940-1944, London, Her Majesty's Stationery Office, 1966, 1968 ; Whitehall History Publishing, in association with Frank Cass, 2004. Ce livre présente la version officielle britannique de l’histoire du SOE en France. Une référence.
- Article de Wikipédia en anglais (17 octobre 2007)
- Lt. Col. E.G. Boxshall, Chronology of SOE operations with the resistance in France during world war II, 1960, document dactylographié (exemplaire en provenance de la bibliothèque de Pearl Witherington-Cornioley, consultable à la bibliothèque de Valençay). Voir sheet 49, DITCHER.